# Krzysztof Fryderyk Brun
Krzysztof Fryderyk Brun herbu Łabędź, (ur. 8 października 1795, Warszawa, zm. 5 grudnia 1866 tamże) – warszawski kupiec i przedsiębiorca, założyciel firmy „Krzysztof Brun i Syn”, ewangelik. 

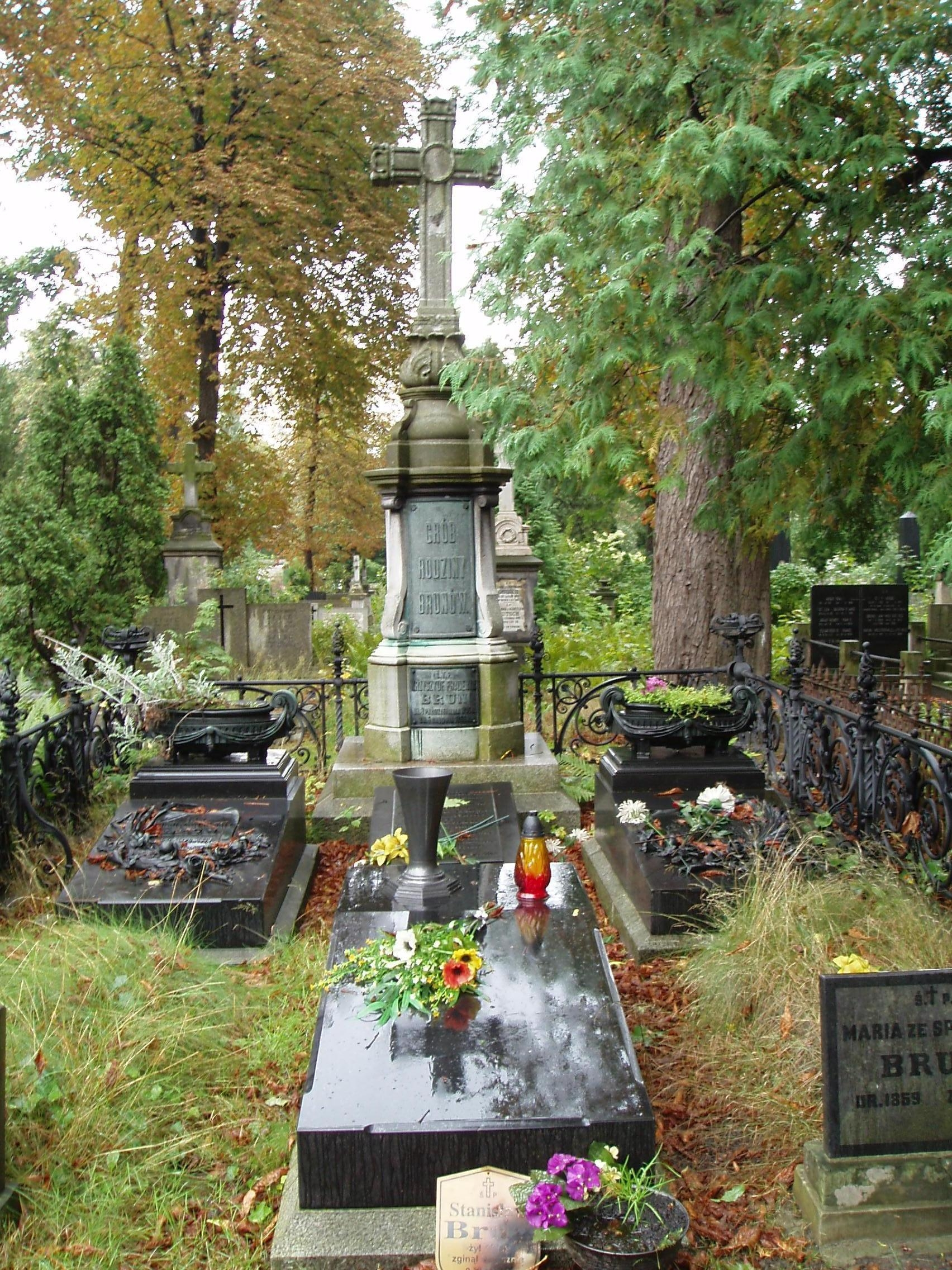
Groby Brunów na cmentarzu ewangelickim w Warszawie.

## Życiorys
Brun, syn Mikołaja Karola i Anny Marianny z domu Preuss, pochodził z niebogatej rodziny rzemieślników warszawskich pochodzenia niemieckiego lub hugenockiego. Mając lat 13, rozpoczął praktykę zawodową u handlarza towarami żelaznymi Münchenbecka, awansując z biegiem czasu na subiekta i dysponenta. Po śmierci Münchenbecka wykupił w 1818 część udziałów firmy, tworząc spółkę akcyjną ze spadkobiercami zmarłego. Potem, w roku 1852, spłacił udziałowców, stając się wyłącznym właścicielem nowej spółki akcyjnej „Krzysztof Brun i Syn”, która istniała do roku 1939. Sześć lat przed śmiercią usunął się z czynnego życia zawodowego, przekazując firmę synowi Stanisławowi.
Oprócz działalności zawodowej Brun udzielał się społecznie: był parokrotnie wybierany sędzią Trybunału Handlowego i radcą Banku Polskiego, pełnił także odpowiedzialne funkcje w magistracie m.st. Warszawy oraz w radzie parafialnej parafii ewangelickiej pw. św. Trójcy. W swej firmie wykształcił wielu przyszłych właścicieli znanych stołecznych firm handlowych.
W roku 1856 dowiódł swych praw do pieczętowania się starym polskim herbem Łabędź i uzyskał potwierdzenie dziedzicznego szlachectwa Królestwa Polskiego.
Brun był dwukrotnie żonaty: z Julianą Joanną Weiss (zm. 1841), z którą miał pięcioro dzieci, i z Pauliną Elsner (zm. 1848). Pochowany został w grobach rodzinnych na warszawskim cmentarzu ewangelickim (Al. 24 nr 3/5).